# 宮崎惇
宮崎 惇（みやざき つとむ、1933年6月15日 - 1981年11月16日）は、日本の小説家、SF作家、漫画原作者。ジュブナイルSFなどに作品を残した。日本文藝家協会、日本推理作家協会会員。

## 経歴
長野県小諸市出身。1957年、日本最初のSF同人誌『宇宙塵』に参加。後に編集委員も務める。60年代以降は商業誌にも進出し、SFや時代劇などのジャンルで作品を発表した他、「聖マッスル」（作画：ふくしま政美）などの漫画原作も手がけた。1981年に顎下腺ガンのため48歳で亡くなった。

## 作品リスト

### 著書
- 『忍法新陰流』（双葉新書）1965年
- 『怪惑星セレス』 （金の星社 少年少女21世紀のSF、大古剋己絵）1968年
- 『月世界大戦争』（朝日ソノラマ サンヤングシリーズ） 1969年
- 『甲賀の小天狗』（朝日ソノラマ サンヤングシリーズ、中村英夫絵） 1969年
- 『ミスターサルトビ』（講談社、桑名起代至絵）1969年　→のちソノラマ文庫
- 『少年神兵』（毎日新聞SFシリーズジュニアー版、早川博唯絵） 1970年
- 『ぼくらの世界秘宝地図 キミだけに教える宝のかくし場所』（朝日ソノラマ、斉藤寿夫絵） 1971年
- 『非情の秘密指令』（桃園書房） 1973年
- 『魔界住人 SF日本創世紀』（双葉新書）1973年　→のち大陸文庫
- 『秘録戦国忍者伝』（桃園書房）1974年
- 『甲賀忍法江戸控』（双葉新書）1976年
- 『みどり色の目』（インタナル出版部）1977年　→のち文化出版局
- 『消された日本史』 （広済堂出版） 1978年　→のち広済堂文庫
- 『大予言』（広済堂出版 豆たぬきの本） 1978年
- 『謎と怪奇の旅』 （広済堂出版 豆たぬきの本） 1978年
- 『魔界剣士タケル』（ソノラマ文庫）1979年
- 『レインジャー忍法 冒険のヒーローになれる』  （広済堂出版 豆たぬきの本） 1979年
- 『学園魔女戦争』（鶴書房SFベストセラーズ）1980年　→のちソノラマ文庫
- 『時空間の剣鬼』（双葉ノベルス）1980年
- 『太陽神の剣士タケル』（ソノラマ文庫）1980年
- 『大発見! 世界の秘宝』（立風書房 ジャガーバックス） 1980年
- 『別世界シン少年隊』 （ソノラマ文庫）1981年
- 『《虹》作戦を追え』（徳間ノベルス）1981年
- 『蜃気楼の少年』（徳間文庫）1982年
- 『時空間の剣鬼 part 2』 （双葉ノベルス） 1982年
- 『大予言者の書』（広済堂文庫、アポカリプス21研究会共著）1990年
- 『大予言・地球滅亡の書』（広済堂文庫、アポカリプス21研究会共著）1991年
- 『真田忍者伝 宮崎惇遺稿集』（さがらブックス）1996年

### 漫画原作
- 『ナイルの王冠』 （北島洋子）
- 『豹マン』 （南波健二）
- 『聖マッスル』 （ふくしま政美）
- 『真田幸村』（横山まさみち）
- 『毒へび魔人』（池内誠一、講談社『ぼくら』）1967年[1] - 1968年[2]
- 『白銀の騎士』（中城けんたろう、講談社『ぼくら』）1968年[3] - 1969年[4]
- 『上杉謙信』（堀江卓、講談社劇画伝記文庫） 1969年
- 『織田信長』（小畑しゅんじ、講談社劇画伝記文庫 武将編） 1970年
- 『豊臣秀吉』（堀江卓、講談社劇画伝記文庫 武将編） 1970年
- 『柳生十兵衛』（牙左京劇画、双葉新書） 1970年
- 『真田戦記』 （横山まさみち、朝日ソノラマ サン・コミックス） 1970年
- 『ゴルゴ13』（さいとう・たかを）